# Пуцбрун
Пуцбрун (њем. Putzbrunn) општина је у њемачкој савезној држави Баварска. Једно је од 29 општинских средишта округа Минхен. Према процјени из 2010. у општини је живјело 6.001 становника. Посједује регионалну шифру (AGS) 9184140.

## Географски и демографски подаци
Пуцбрун се налази у савезној држави Баварска у округу Минхен. Општина се налази на надморској висини од 535 метара. Површина општине износи 11,2 km². У самом мјесту је, према процјени из 2010. године, живјело 6.001 становника. Просјечна густина становништва износи 537 становника/km².